# Tufa

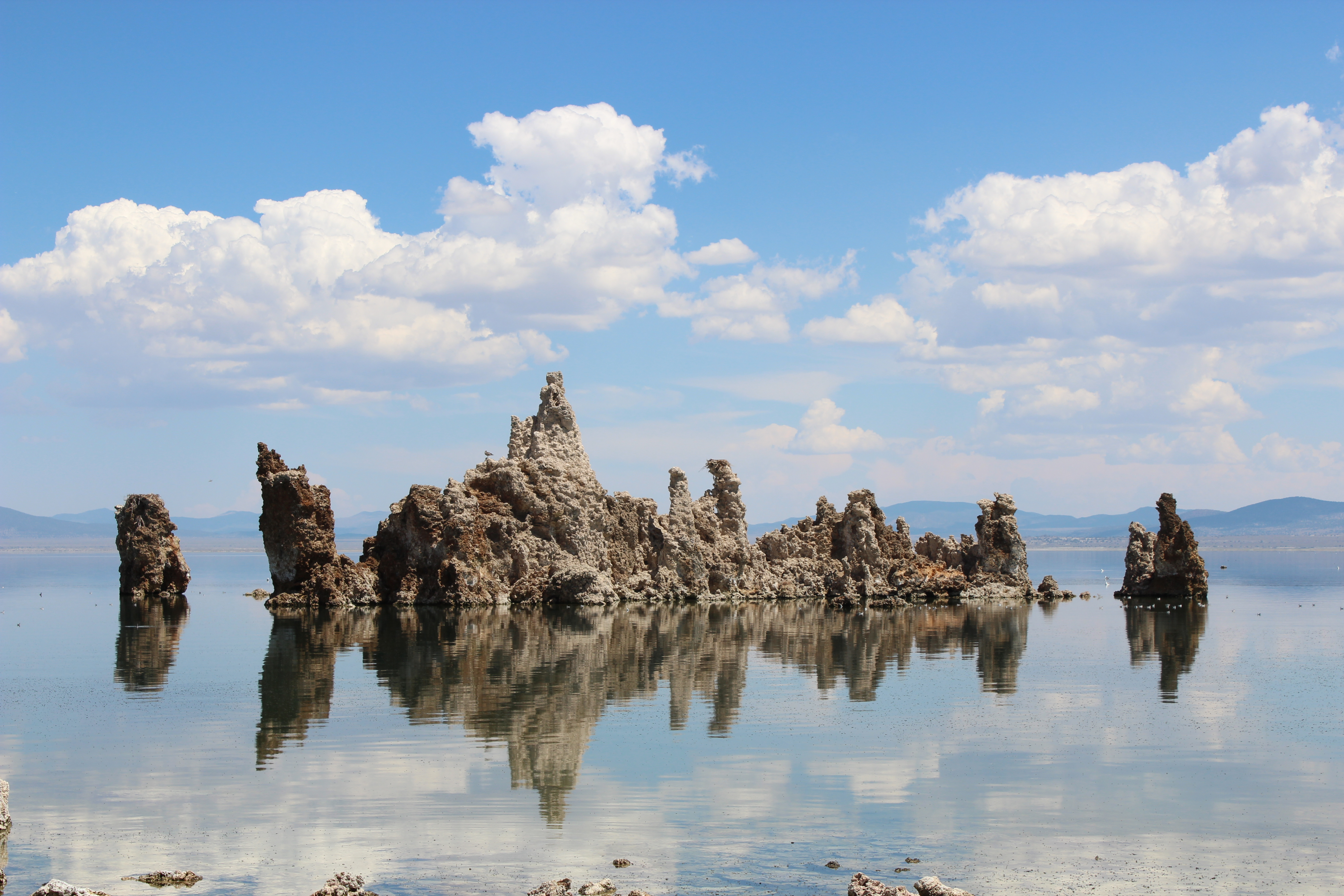
Đá tufa kết tủa trên mặt hồ Mono, California

Tufa là một loạt các dạng đá vôi hình thành khi khoáng chất cacbonat kết tủa khỏi môi trường nước có nhiệt độ cao. Các suối nước nóng do nguồn địa nhiệt đôi khi tạo ra các lắng đọng carbonat tương tự, nhưng ít xốp hơn và thường được gọi là travertin.
Tufa đôi khi được gọi là (meteogene) travertin , nhưng không nên nhầm lẫn với travertin suối nước nóng (thermogene). Cũng cần phân biệt tufa với tuff, một loại đá núi lửa xốp có từ nguyên tương tự và đôi khi cũng được gọi là "tufa".